# Saukville
Saukville est un village du comté d'Ozaukee, dans l'État du Wisconsin, aux États-Unis. En 2020, il comptait une population de 4 258 habitants.